# سنجاب کوهی بنگز
سنجاب کوهی بنگز (نام علمی: Syntheosciurus brochus) نام یک گونه از تیره سنجاب است.